# Twisten tussen remonstranten en contraremonstranten

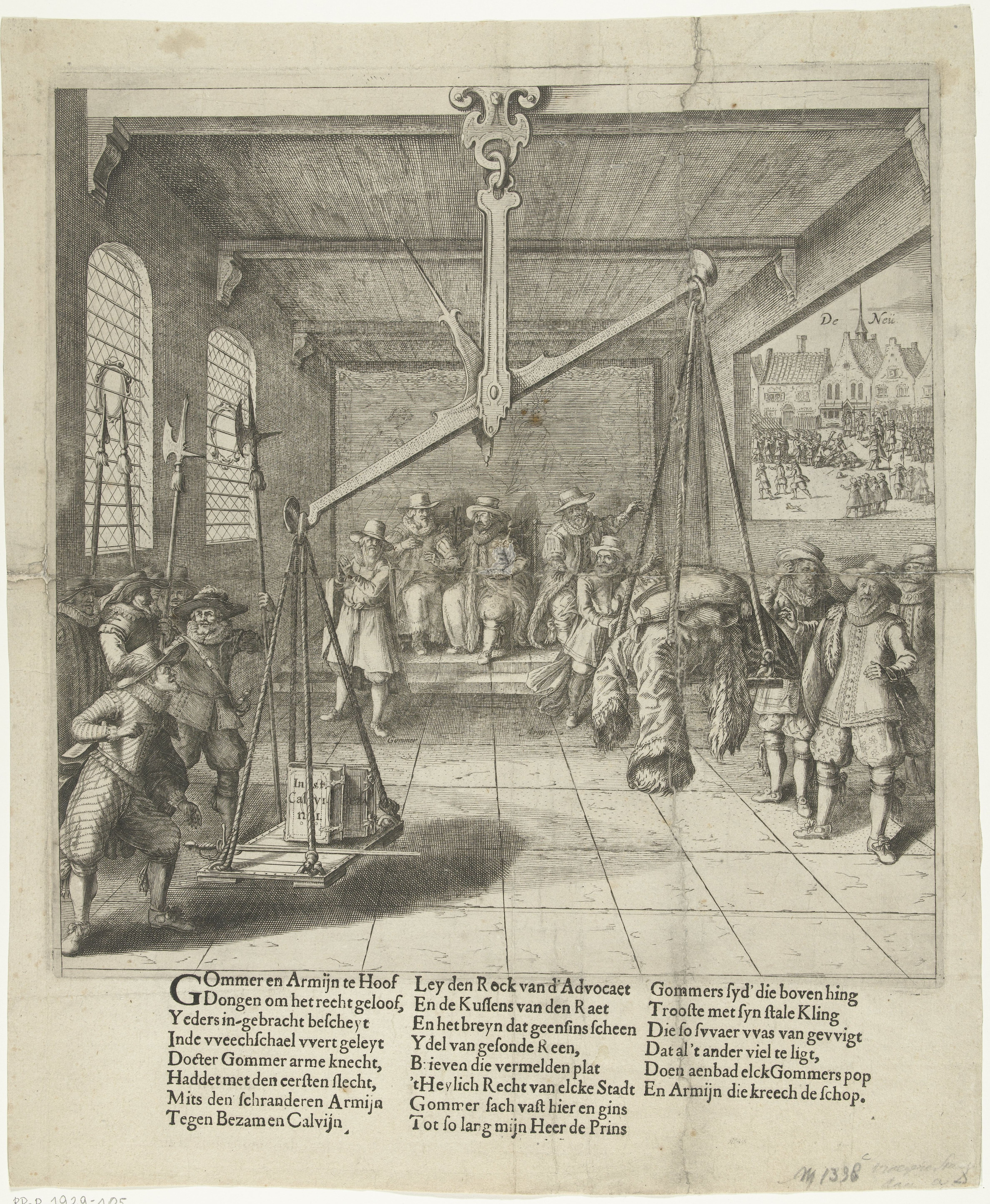
Politieke prent van het dispuut tussen Gomarus (links van de weegschaal) en Arminius (rechts van de weegschaal). De tekst op de prent is een gedicht van Joost van den Vondel.

De twisten tussen remonstranten en contraremonstranten, ook wel de Bestandstwisten genoemd, waren een theologische en later ook politieke strijd tussen de aanhangers van Jacobus Arminius (remonstranten, arminianen of rekkelijken) en Franciscus Gomarus (contraremonstranten, gomaristen of preciezen) ten tijde van het Twaalfjarig Bestand in de Republiek der Zeven Verenigde Nederlanden. De godsdiensttwisten werden beëindigd door het ingrijpen van stadhouder Maurits van Oranje en de Synode van Dordrecht.
Historicus Luc Panhuysen typeerde de felheid van de godsdienttwisten in aanloop naar de Synode van Dordrecht als een intensivering van concurrentie op de religieuze markt.

## Naamgeving partijen
De naam remonstranten verwijst naar het verzoek van de aanhangers van Jacobus Arminius in 1610 aan de Staten van Holland: de remonstrantie. Het antwoord van Franciscus Gomarus hierop was een contraremonstrantie (tegenverzoek) en sindsdien werden de aanhangers van Arminius, die ook bekend stonden als Arminianen, remonstranten genoemd. Ook de gomaristen, de aanhangers van Gomarus, verkregen de naam contraremonstranten. Daarnaast stonden de remonstranten ook wel bekend als de "rekkelijken" en de contraremonstranten als de "preciezen".

## Achtergrond
De calvinistische Nederlandse kerk, de Nederduitse Gereformeerde Kerk, was ten tijde van het Twaalfjarig Bestand nog vrij jong en was in dezelfde tijd als de Republiek ontstaan. Deze werd opgericht in de Synode van Emden in 1571 en bij de Unie van Utrecht in 1579 werd deze kerk uitgeroepen tot de publieke kerk van de Unie. Rond 1600 begonnen de calvinisten, die een religieuze monopolie wilden hebben, aanhangers te werven onder de zwevende gelovigen in de Nederlandse steden. Het grootste calvinistische bolwerk van Holland, Enkhuizen, telde in die tijd 3.000 lidmaten op een inwonertal van 20.000.

## Theologische geschillen
In 1602 overleden kort na elkaar twee hoogleraren die verbonden waren aan de Universiteit Leiden. Om het ontstane gat op te vullen trok de universiteit Jacobus Arminius aan. Al kort na diens aanstelling kwam hij in conflict met Franciscus Gomarus. Hun discussie ging over de rechtvaardiging van de mens en de predestinatie (uitverkiezing). Gomarus geloofde dat God beslist over de uitverkiezing en dat deze al voor de geboorte van de mens vastlag. Arminius vond de verkiezingsleer van de calvinisten ongerijmd. Als de mens niet in staat was tot het goede, en als de mens het niet kon helpen als hij iets slechts beging, was de mens dan wel schuldig aan de zonde? Arminius had zijn eigen theorie en hierin ging hij niet uit van de verdorven mens, maar van de gelovige mens. Deze kon gehoor geven aan de stem van God, maar hij kon deze ook weerstaan. In tegenstelling tot Gomarus beweerde Arminius dus dat God niet bij geboorte al had bepaald of een mens naar de hemel of de hel zou gaan.
In 1607 werd er een commissie ingesteld om het theologische verschil tussen de twee hoogleraren op te lossen, maar twee sessie met beide heren bleken onvoldoende te zijn om het op te lossen. Ook landsadvocaat Johan van Oldenbarnevelt was van mening dat er een oplossing in dit conflict moest komen. Oldenbarnevelt streefde naar rust en stabiliteit in de Republiek en daardoor hechtte hij veel waarde aan een brede volkskerk. Daarom vond er in 1608 een officiële confrontatie tussen beide heren plaats voor de Hoge Raad zonder dat deze in een oplossing resulteerde.
Het jaar daarop overleed Arminius en dit was een zware klap voor de arminianen. Zijn aanhangers vertoonden nauwelijks samenhang en sympathiseerden met verschillende protestante gezindten. De regionale afdelingen van de calvinistische kerk begonnen na de dood van Arminius de Arminianen in hun gelederen aan te pakken. Wie hiervan beschuldigd werd kon zich vrijpleiten en anders werd hij geschorst. Velen van hen werden geschorst en hierdoor stonden de Arminianen er in 1610 slecht voor. Ze zochten elkaar vervolgens op en in 1610 presenteerden ze een verzoek (remonstrantie) aan de Staten van Holland waarin ze hun geloofsgoed hadden samengevat. Ze verzochten daarbij tevens om beschermd te worden tegen de calvinistische drijvers en de Staten gingen hiermee akkoord. Het jaar daarop werd er een contraremonstrantie ingediend door de tegenstanders van de Arminianen. Hierin werd tevens gesteld dat niet de staat over theologische geschillen mocht beslissen, maar dat alleen de kerk dat kon en dat de Staten-Generaal daarom een nationale synode bijeen moesten roepen.
In 1613 lanceerde Johan van Oldenbarnevelt de Resolutie tot Vrede van de Kerken en dit was feitelijk een dictaat tot tolerantie. Waar deze niet tot stand kwam mocht een stadsregering deze met harde hand afdwingen. De Vrede van Kerken werd dan ook een mislukking. De contraremonstranten begonnen zich hechter te formeren en hun kaders werden nog grimmiger. Van Oldenbarnevelt werd gesteund door de rechtsgeleerde Hugo de Groot. Volgens hem was wederzijdse tolerantie tussen beide partijen de enige oplossing.

## Politisering van de geschillen
Het Twaalfjarig Bestand, de wapenstilstand tussen Spanje en de Republiek, was in 1609 begonnen. Het grootste deel van de godsdiensttwisten vonden zich in deze periode dan ook plaats. In 1616 kwamen verschillende steden in de twisten van de remonstranten en contraremonstranten tegenover elkaar te staan en braken er zelfs ongeregeldheden in de steden uit. De contraremonstranten bleven van de Staten-Generaal eisen dat deze een nationale synode bijeenriep, maar ook deze waren verscheurd in gewesten die aan de kant stonden van de verschillende partijen. Hierdoor was het theologisch dispuut tussen de remonstranten en contraremonstranten veranderd in een staatskwestie. De remonstranten waren vooral goed vertegenwoordigd binnen de intelligentsia in de grote steden van Holland. Op het platteland en in de andere zes provincies waren de mensen op de handen van de contraremonstranten.
In de jaren van het Twaalfjarig Bestand was er ook een conflict ontstaan tussen landsadvocaat Johan van Oldenbarnevelt en stadhouder Maurits van Oranje. In dit conflict was Van Oldenbarnevelt voor een bondgenootschap met het katholieke Frankrijk, terwijl de stadhouder voor het aangaan van een verbond met het protestantse Engeland was. In 1617 koos Maurits van Oranje demonstratief de zijde van de contraremonstranten. Van Oldenbarnevelt reageerde hierop door namens de Staten van Holland zich uit te spreken tegen het bijeenroepen van een nationale synode, omdat deze in strijd zou zijn met de provinciale soevereiniteit in godsdienstvraagstukken. Ook werd de Scherpe Resolutie afgekondigd, hierbij werd er macht aan de steden gegeven om zelf soldaten (waardgelders) in dienst te nemen. Met deze besluiten had Van Oldenbarnevelt zijn hand overspeeld, want hij had zich boven de generaliteit geplaatst, maar hij had ook de positie van de stadhouder uitgehold. De situatie in de Nederlanden na de Scherpe Resolutie wordt door historicus Jonathan Israel beschreven als een op uitbarsten staande burgeroorlog. Niet alle Hollandse steden waren blij met de Scherpe Resolutie, onder meer Amsterdam en Dordrecht waren tegen.
Op 6 oktober 1617 gaf de Engelse ambassadeur Dudley Carleton een speech voor de Staten-Generaal van de Nederlanden en in zijn oratie nam hij stelling in de strijd tussen de remonstranten en de contraremonstranten. Volgens hem waren de remonstranten verantwoordelijk voor alle onrust in het land en deze boodschap viel in goede aarde bij de contraremonstrantse gedelegeerden in de vergadering. Van Oldenbarnevelt trachtte de publicatie van de speech van Carleton te voorkomen, maar binnen twee weken was deze gedrukt en verspreid door het land. De publicatie zorgde voor een grote rel in de Republiek. In enkele steden werd de tekst verspreid om de bevolking op te hitsen en dit konden de remonstranten niet gebruiken. Hugo de Groot en Jacobus Taurinus werden belast met het schrijven van een antwoord op de oratie van Carleton, dit resulteerde in het pamflet de Weegh-schael. Tevens gaf deze oratie het startschot voor een pamflettenoorlog tussen beide partijen.

## Staatsgreep van Maurits

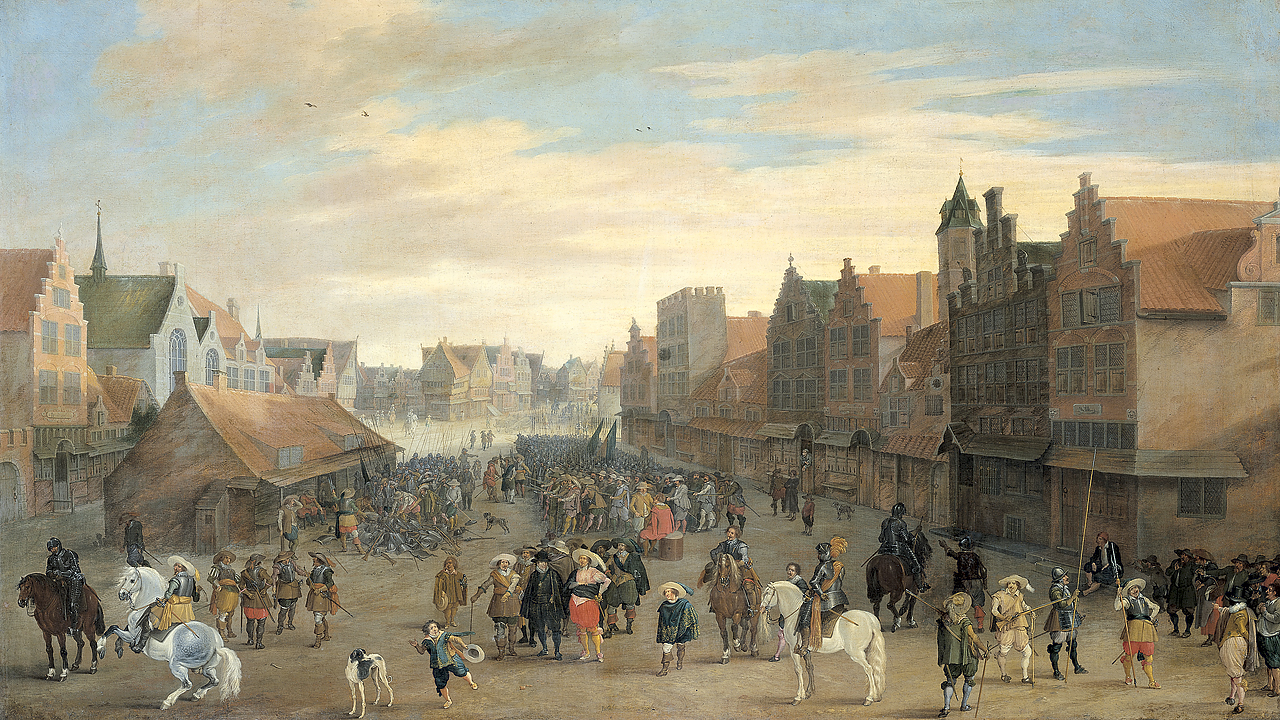
De waardgelders van Utrecht worden afgedankt onder het toeziend oog van stadhouder Maurits, geschilderd door Pauwels van Hillegaert.

Na de Scherpe Resolutie braken er enkele ongeregeldheden uit en Maurits van Oranje nam van deze gelegenheid gebruik om de macht te grijpen. De meeste gewesten hadden al besloten dat ze een nationale synode wilden houden en alleen Overijssel, Utrecht en Holland lagen nog dwars. Na een rondreis wist Maurits Overijssel en Utrecht over te halen waarmee alleen Holland nog overbleef. Hij verkreeg van de Staten-Generaal een dictatoriaal volmacht. Hiermee begon hij onder dreiging remonstrantse stadsbestuurders te vervangen door contraremonstranten. Daarnaast dwong hij het gewest Utrecht, onder militaire dreiging, om de waardgelders af te schaffen. Utrecht was tijdens de twisten tussen de partijen het belangrijkste remonstrantse bolwerk.
De staatsgreep van Maurits werd voltooid met de arrestatie van Johan van Oldenbarnevelt en zijn medestanders. Hierbij werden onder anderen ook Hugo de Groot en Rombout Hogerbeets opgepakt. De eerste kreeg een levenslange gevangenisstraf (maar zou in 1621 uit Slot Loevestein weten te ontsnappen). Maurits ging ook verder met het zuiveren van de stadsbesturen waar hij zijn eigen prinsgezinden regenten in plaatste. Met deze maatregelen bracht de stadhouder, zijn bevoegdheden overschrijdend, de gewesten Holland en Utrecht in het gareel en herstelde hij de eenheid in de Staten-Generaal. Met deze stap vervreemde hij wel enkele contraremonstranten van zich, zoals stadhouder Willem Lodewijk van Nassau-Dillenburg die tegen de arrestatie van Oldenbarnevelt was.
Er volgde vervolgens een politiek proces tegen Johan van Oldenbarnevelt waarin hij werd aangeklaagd voor landverraad, hoogverraad, aantasting van de kerk en staat en het terzijde schuiven van de stadhouder. Een speciale rechtbank veroordeelde de landsadvocaat tot de dood. Hij werd publiekelijk geëxecuteerd op het Binnenhof op 13 mei 1619. Volgens de biograaf van Maurits, Arie van Deursen, faalde Maurits als winnaar van het conflict toen het hoofd van Oldenbarnevelt over straat rolde: "Als er een rechtbank van de geschiedenis bestond, zou die over Maurits ondubbelzinnig het schuldig uitspreken".

## Synode van Dordrecht

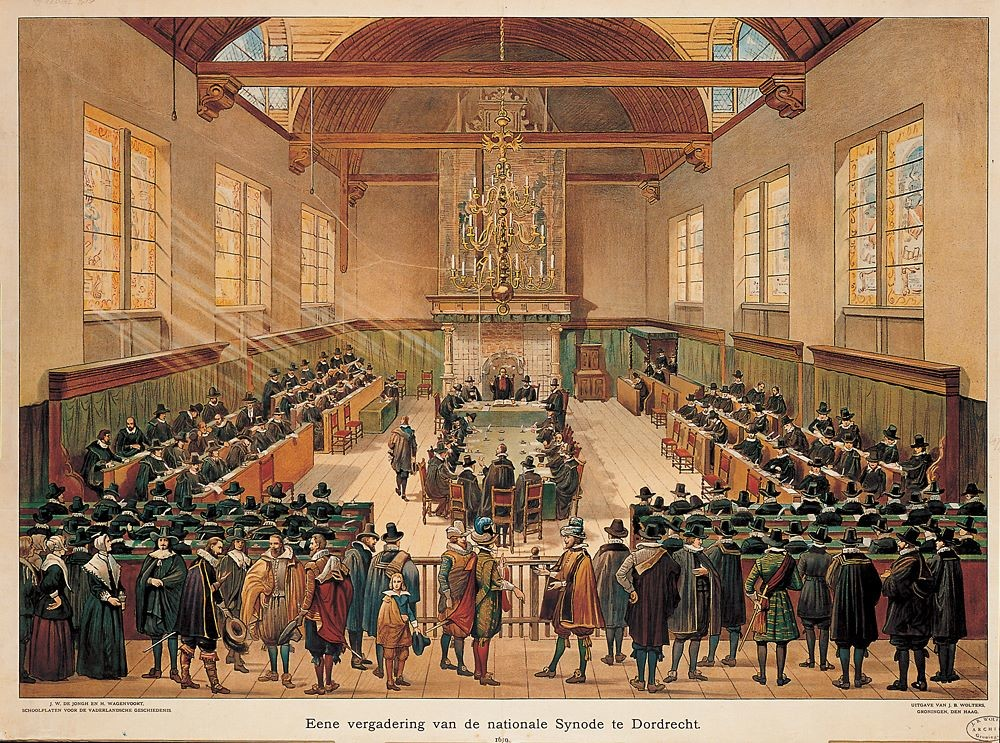
Schoolplaat van de Synode van Dordrecht

De nationale synode kwam bijeen in Dordrecht en de eerste zitting was op 13 november 1618. De synode had als doel om de eenheid in de kerk te herstellen en om af te rekenen met het gedachtegoed van de remonstranten. De synode werd voorgezeten door Johannes Bogerman. 37 predikanten, 19 ouderlingen, 5 hoogleraren en 18 commissarissen woonden de kerkelijke vergadering bij. Om de synode van het nodige gezag te voorzien werden er ook veel buitenlandse gasten uitgenodigd. Ook geleerden uit onder andere Engeland, Genève en de Palts waren aanwezig. Aanvankelijk waren er ook remonstranten bij de vergadering aanwezig, maar gedurende de synode werden zij uitgesloten van deelname. De synode resulteerde in het opstellen van de Dordtse Leerregels en daarnaast werden er tweehonderd predikanten uit hun ambt gezet.

## Nasleep
Historicus Luc Panhuysen betitelde de Synode van Dordrecht als een schijnoverwinning. Hij stelt dat de Republiek niet een land was van de hardliners en dat bestuurlijk Nederland zijn reserves had ten opzichte van de calvinistische drammers. Maurits overleed in 1625 en werd opgevolgd door zijn halfbroer Frederik Hendrik van Oranje als stadhouder en deze liet de verbannen remonstranten weer terugkeren uit het buitenland. Het woord "arminiaan" zou tot lang na de Dordtse Synode een scheldwoord blijven in de Republiek. De eenheid binnen de calvinistische kerk was voor enige tijd hersteld, maar halverwege de zeventiende eeuw brak er een nieuw conflict uit tussen rekkelijken en preciezen. Ditmaal betrof het de aanhangers van Gisbertus Voetius en Johannes Coccejus. Dit conflict zou niet zo hoog oplopen als die tussen de remonstranten en de contraremonstranten, maar de fronten waren vergelijkbaar.